# 有家町
有家町（ありえちょう）は、長崎県の島原半島にあった町。南高来郡に属した。
2006年（平成18年）3月31日、周辺7町と合併し南島原市となり消滅した。

## 地理
島原半島の南側に位置し、島原湾に面する。
- 河川：有家川、蒲河川、上代川

### 隣接市町村
- 雲仙市
- 南高来郡深江町・布津町・西有家町

## 歴史
江戸時代の初め頃までは、後の西有家町域とあわせて有家村を成していた。『有馬原城兵乱記』などによれば、1637年（寛永14年）に起こった島原の乱では村民全員が参加したが、全て討死し無人の村となったとされる。現在の町民はその後の高力忠房の復興政策により、幕府領の小豆島や九州各藩から移住してきた人々の子孫であると云われる。
有家村は1652年（承応元年）に有田村・隈田村・町村の3村に分かれたが、1872年（明治5年）に再び有家村として1村に統合された。その後村内を東部と西部に分け、1879年（明治12年）に東有家村・西有家村として正式に分村された。

### 近現代
- 1889年（明治22年）4月1日 - 町村制施行により、南高来郡東有家村が単独村制にて発足。
- 1927年（昭和2年）1月1日 - 町制施行、同時に改称し有家町となる[5]。
- 1956年（昭和31年）9月30日 - 堂崎村と新設合併し、新町制による有家町が発足。
- 2006年（平成18年）3月31日 - 南高来郡加津佐町・口之津町・南有馬町・北有馬町・西有家町・布津町・深江町と新設合併し南島原市が発足。同日有家町廃止。

## 地域

### 地名
名を行政区域とする。大字は設置していない。旧有家町・旧堂崎村時代は名の名称を十干に置き換えて表記していたが、1956年の合併以降は十干表記を廃止して本来の名の名称を表記し、さらに末尾の「名」の文字が削除された。
以下（）内は旧町村時代の名および十干を表す。
旧有家町（東有家村）
- 中須川（甲 / 中須川名）
- 小川（乙 / 小川名）[6]
- 久保（丙 / 久保名）
- 山川（丁 / 山川名）
- 尾上（戊 / 尾上名）[7]
- 蒲河（己 / 蒲河名）[8]

旧堂崎村
- 石田（甲 / 石田名）
- 大苑（乙 / 大苑名）
- 原尾（丙 / 原尾名）

## 行政
- 町長：藤原米幸

## 教育

### 中学校
町立
- 有家中学校

### 小学校
町立
- 有家小学校
- 蒲河小学校
- 新切小学校
- 堂崎小学校
  - 木場分校

## 交通
- 最寄り空港は長崎空港。

### 鉄道
- 島原鉄道
  - 島原鉄道線：堂崎駅 - 蒲河駅 - 有家駅

島原鉄道線の同区間は合併後の2008年（平成20年）4月1日に廃止されている。

### バス路線

#### 一般路線バス
- 島原鉄道バス
- 長崎県交通局（長崎県営バス）

### 道路
- 高速道路の最寄りインターチェンジは長崎自動車道諫早インターチェンジ。

#### 一般国道
- 国道57号
- 国道251号

## 産業
- 特産品：島原手延べ素麺

## 名所・旧跡・観光スポット・祭事・催事
- 俵石展望所
- セミナリヨ跡
- キリシタン史跡公園
- 鮎帰りの滝
- 羅漢槙
- ありえ浜んこら祭り：8月